# Teófilo Otoni
Teófilo Otoni – miasto we wschodniej Brazylii, w stanie Minas Gerais, w paśmie górskim Serra do Espinhaço.
Liczba mieszkańców w 2020 roku wynosiła ok. 141 tys.
W mieście rozwinął się przemysł spożywczy.
W mieście ma siedzibę klub piłkarski América FC.